# Khor
Un khor és un entrant d'aigua que forma com un riu o un conjunt de passos marítims cap a l'interior, que es produeix molt sovint a les costes dels Emirats Àrabs Units. Algunes ciutats prenen el nom d'un khor: Khor Fakkan, Khor Kalba, mentre en d'altres el khor porta el nom de la ciutat com Ajman o Dubai.